# Novaja
La Novaja (in russo Новая?) è un fiume della Russia siberiana settentrionale, affluente di sinistra della Chatanga. Scorre nel Tajmyrskij rajon del Territorio di Krasnojarsk, in Russia.
Nasce da alcuni modesti rilievi nella sezione centrale del bassopiano della Siberia settentrionale, attraversandolo poi per una parte scorrendo con direzione orientale; sfocia nella Chatanga alcune decine di chilometri a valle dell'insediamento di Chatanga. 
I maggiori affluenti sono Srednjaja Rassocha (lungo 102 km), Čërnaja (92 km), Bol'šaja Lesnaja Rassocha (109 km) dalla destra idrografica, Massonov (131 km)  e Zacharova Rassocha dalla sinistra.
Come numerosi fiumi del bacino, è ricco di numerose specie di pesci (Stenodus nelma, Coregonus muksun, Barbatula barbatula) che alimentano una certa attività peschereccia.
La Novaja è gelata, mediamente, da ottobre a fine maggio.